# Gerberga de Saxonia

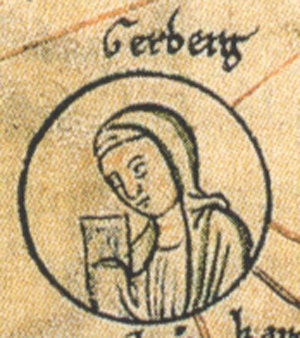
Gerberga de Saxonia

Gerberga de Saxonia (n. cca. 913–d. 5 mai 984) a fost fiica regelui Germaniei Henric I "Păsărarul", cu Matilda de Ringelheim.

## Căsătorii
Gerberga a fost căsătorită prima dată cu ducele Gilbert de Lorena, cu care a avut patru copii:
- Alberada de Lorena, n. în jur de 929; căsătorită cu Renaud (Ragenold), o căpetenie vikingă devenit conte de Roucy [1]
- Henric, duce de Lorena, n. în jur de 932
- Gerberga de Lorena, n. în jur de 935; căsătorită cu Adalbert I de Vermandois
- Wiltruda, n. în jur de 937.

A doua căsătorie a fost cu regele Ludovic al IV-lea al Franței, în 939, cu care a avut opt copii:
- Lothar al Franței (941–986)
- Matilda, n. în jur de 943; căsătorită cu regele Conrad de Burgundia
- Hildegarda, n. în jur de 944
- Carloman, n. în jur de 945
- Ludovic, n. în jur de 948
- Carol de Lorena (953–993)
- Alberada, n. înainte de 953
- Henric, n. în jur de 953

## Educație
Sursele contemporane o descriu pe Gerberga ca având o educație și inteligență înalte și ca un personaj care a jucat un rol important în jocurile politice ale vremii sale.
Ludovic al IV-lea a murit în 10 septembrie 954. Devenită văduvă, Gerberga a devenit călugăriță și a servit ca abatesă de Notre Dame de Laon. Ea s-a stins la Reims, în Champagne.